# Conseil exécutif de l'Alberta

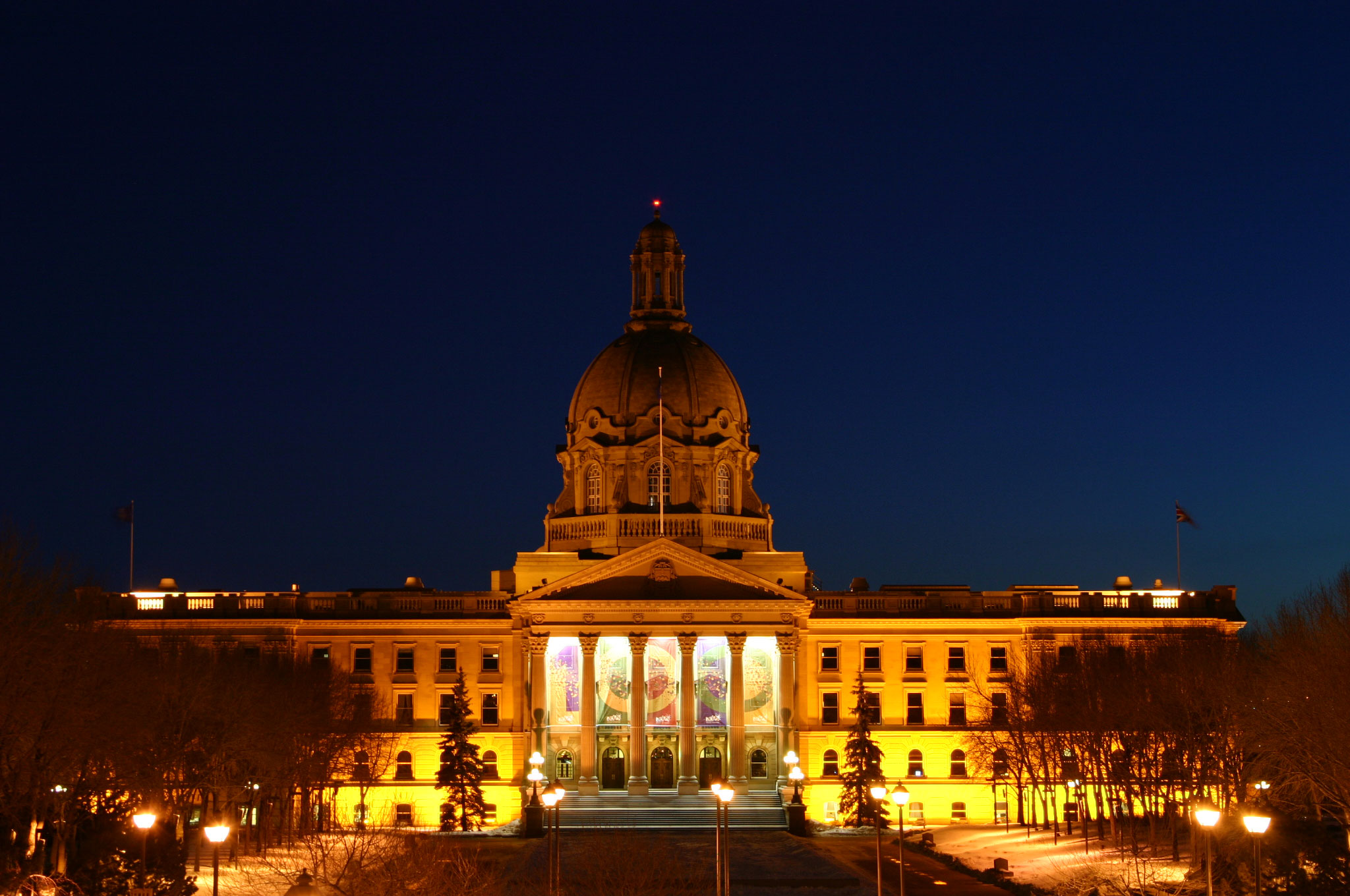
L'Édifice de l'Assemblée législative de l'Alberta à Edmonton

Le Conseil exécutif de l'Alberta, ou Cabinet de l'Alberta, est pour la province de l'Alberta l'équivalent provincial du Conseil exécutif (Canada) ou du Cabinet du Canada, bien que de taille plus petite. Le gouvernement de la province d'Alberta est une monarchie constitutionnelle à régime parlementaire avec une seule Chambre législative ; l'Assemblée législative, qui est composée de 87 élus au scrutin uninominal majoritaire à un tour dans des circonscriptions uninominales.
Le Conseil exécutif de l'Alberta est officiellement dirigé par le lieutenant-gouverneur en tant que représentant du roi sous le nom de Gouverneur en conseil. Bien que le lieutenant-gouverneur soit techniquement la personne la plus puissante d'Alberta, il n'est en réalité qu'une figure de proue dont les actions sont restreintes par la coutume et la convention constitutionnelle. Le gouvernement est donc dirigé par la Première ministre, dont l'actuelle (et dix-neuvième du nom) est Danielle Smith. Le Premier ministre est membre de l'Assemblée législative et choisit tous les membres de son Cabinet parmi ses collègues élus.
Cependant, le pouvoir législatif de la province appartient à l'Assemblée législative de l'Alberta. Son gouvernement ressemble à celui des autres provinces canadiennes. La capitale de la province est Edmonton, là où se trouve l'Édifice législatif de l'Alberta. Le gouvernement est conduit d'après le système de Westminster

## Membres actuels
| Portefeuille                                                    | Ministre             |
| --------------------------------------------------------------- | -------------------- |
| Première ministre                                               | Danielle Smith       |
| Vice-Premier ministre Ministre de la Sécurité publique          | Mike Ellis           |
| Ministre de l'Enseignement supérieur                            | Rajan Sawhney        |
| Ministre de l'Abordabilité et des Services publics              | Nathan Neudorf       |
| Ministre de l'Agriculture et de l'Irrigation                    | RJ Sigurdson         |
| Ministre des Services à l'Enfance                               | Searle Turton        |
| Ministre de la Culture                                          | Tanya Fir            |
| Ministre de l'Éducation                                         | Demetrios Nicolaides |
| Ministre de l'Énergie                                           | Brian Jean           |
| Ministre de l'Environnement et des Aires Protégées              | Rebecca Schulz       |
| Ministre des Finances et Président du Conseil du Trésor         | Nate Horner          |
| Ministre des Forêts, des Parcs et du Tourisme                   | Todd Loewen          |
| Ministre de la Santé                                            | Adriana LaGrange     |
| Ministre des Relations autochtones                              | Rick Wilson          |
| Ministre de l'Emploi, de l'Économie et du Développement du Nord | Matt Jones (en)      |
| Ministre de la Justice                                          | Mickey Amery         |
| Ministre de la Santé mentale et des Dépendances                 | Dan Williams         |
| Ministre des Affaires municipales                               | Ric McIver           |
| Ministre des Aînés, des Services sociaux et communautaires      | Jason Nixon          |
| Ministre de Service Alberta et de la Réduction de la paperasse  | Dale Nally           |
| Ministre de la Technologie et de l'Innovation                   | Nate Glubish         |
| Ministre du Commerce, de l'Immigration et du Multiculturalisme  | Muhammad Yaseen      |
| Ministre des Transports et des Corridors économiques            | Devin Dreeshen       |
| Ministre des Infrastructures                                    | Peter Guthrie        |
| Ministre du Tourisme et des Sports                              | Joseph Schow         |